# Eilema monochroa
Eilema monochroa är en fjärilsart som beskrevs av Turner 1899. Eilema monochroa ingår i släktet Eilema och familjen björnspinnare. Inga underarter finns listade i Catalogue of Life.